# Współczynnik korelacji
Współczynnik korelacji – liczba określająca, w jakim stopniu zmienne są współzależne. Jest to miara korelacji dwóch (lub więcej) zmiennych. Istnieje wiele różnych wzorów określanych jako współczynniki korelacji. Większość z nich jest normalizowana tak, żeby przybierała wartości od −1 (zupełna korelacja ujemna), przez 0 (brak korelacji) do +1 (zupełna korelacja dodatnia).
Najczęściej stosowany jest współczynnik korelacji r Pearsona. W przypadku rozkładu dalekiego od dwuwymiarowego normalnego lub istnienia w próbie obserwacji odstających współczynnik korelacji Pearsona może fałszywie wskazywać na nieistniejącą korelację (zjawisko to widać na przykładzie kwartetu Anscombe'a). Wady tej nie mają współczynniki rangowe, które z kolei mają mniejszą efektywność dla rozkładów bliskich normalnemu.